# 桑泰尔地区贝尔尼
桑泰尔地区贝尔尼（法語：Berny-en-Santerre，法語發音：[bɛʁni ɑ̃ sɑ̃tɛʁ]），或纯音译作贝尔尼昂桑泰尔，是法国上法蘭西大區索姆省的一个市镇，属于佩罗讷区。

## 地理
桑泰尔地区贝尔尼（49°51'53"N, 2°50'59"E）面积4.43 平方千米，位于法国上法蘭西大區索姆省，该省份为法国北部沿海省份，北起加来海峡省和北部省，西接滨海塞纳省和大西洋英吉利海峡，南至瓦兹省，东临埃纳省。
与桑泰尔地区贝尔尼接壤的市镇（或旧市镇、城区）包括：阿布兰库尔-普雷苏瓦尔、桑泰尔地区贝卢瓦、埃斯特雷-德涅库尔、弗雷讷-马藏库尔、维莱卡博内勒。
桑泰尔地区贝尔尼的时区为UTC+01:00、UTC+02:00（夏令时）。

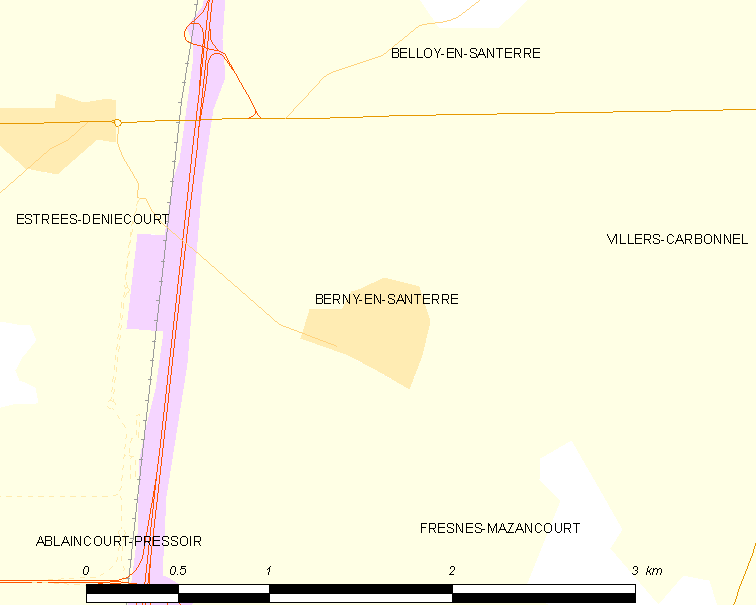
桑泰尔地区贝尔尼的OSM定位图

## 行政
桑泰尔地区贝尔尼的邮政编码为80200，INSEE市镇编码为80090。

## 政治
桑泰尔地区贝尔尼所属的省级选区为阿姆县。

## 人口

1962-2008年间桑泰尔地区贝尔尼人口变化图示

桑泰尔地区贝尔尼于2022年1月1日时的人口数量为151人。